# Russische Staatliche Medizinische Universität

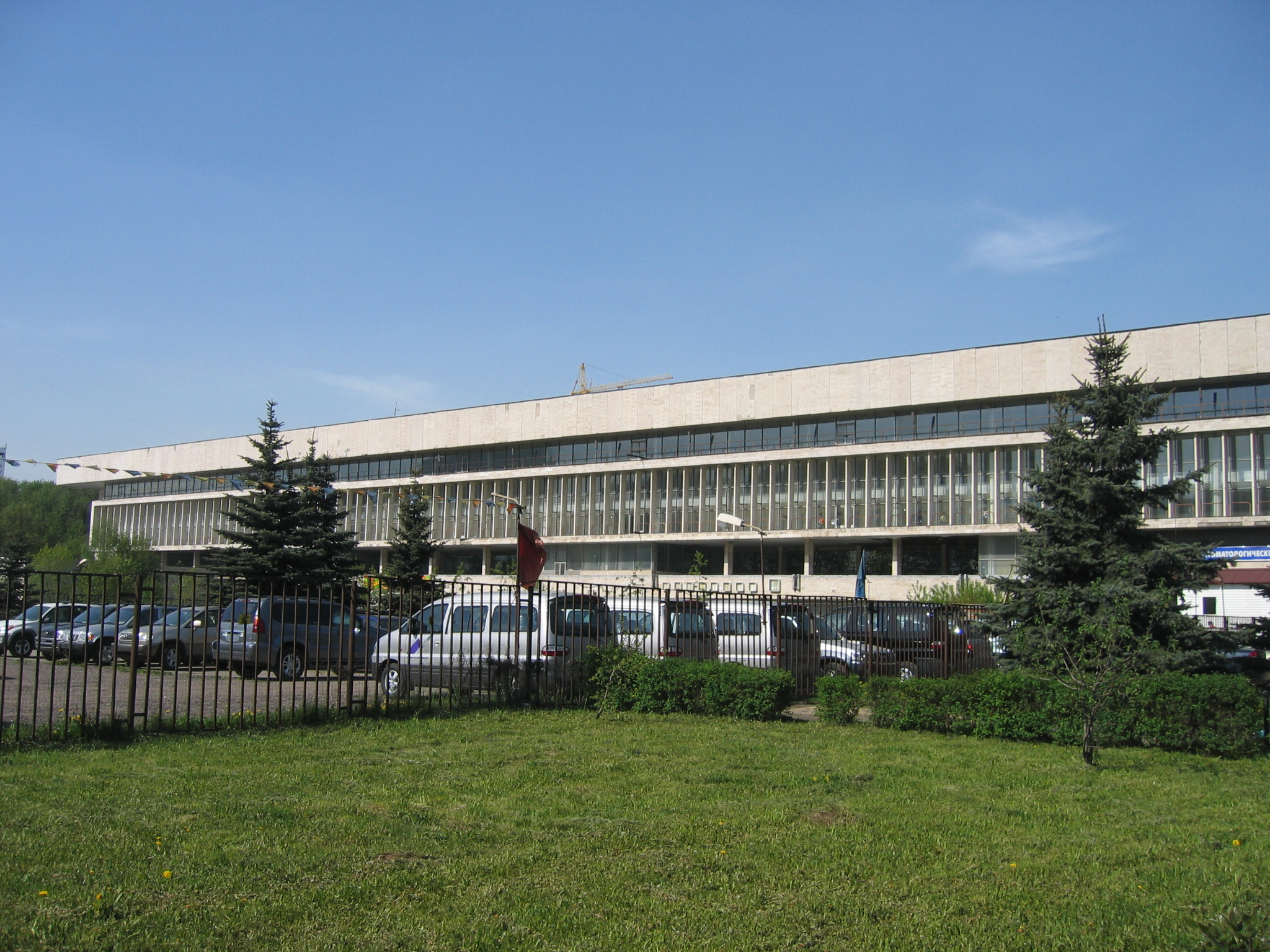
RGMU-Campus

Die Russische Staatliche Medizinische Universität (russisch Российский государственный медицинский университет), kurz RSMU, ist eine staatliche Medizinische Universität in Moskau mit rund 7000 Studenten. Die Russische Staatliche Medizinische Universität Moskau wurde 1906 gegründet und ist eine der ältesten Medizinischen Universitäten in Russland.

## Fakultäten
Die Russische Staatliche Medizinische Universität Moskau gliedert sich in drei Fakultäten mit über 50 medizinischen Fachrichtungen:
- die Medizinische Fakultät
- die Pädiatrische Fakultät und
- die Biomedizinische Fakultät.